# Skleněné peklo
Skleněné peklo (anglicky The Towering Inferno) je americký akční katastrofický film, který v roce 1974 natočila dvojice režisérů John Guillermin a Irwin Allen. Patří k vrcholům žánru, komerčně byl velmi úspěšný a získal dva technické Oscary. 
Scénář vznikl na motivy dvou tematicky podobných novel, The Glass Inferno dvojice Scortia–Robinson a The Tower od R. M. Sterna, jejichž kombinací vznikl i název snímku, v překladu „Tyčící se peklo“ (v české distribuci byl použit pouze název první knihy, která zde byla známější).
Film měl tzv. all-star cast – kromě hlavní dvojice protagonistů Paula Newmana a Steva McQueena se v obsazení objevila řada dalších hvězd jako Fred Astaire, William Holden, Faye Dunaway, Robert Vaughn či Richard Chamberlain, často i v poměrně malých rolích.
Produkce filmu byla mimořádná tím, že v ní spojily síly dvě velká konkurenční hollywoodská studia – 20th Century Fox a Warner Bros., z nichž každé mělo práva na jednu z předloh, a spočítala si, že pro ně bude výhodnější netříštit zájem diváků dvěma podobnými filmy a soustředit všechny prostředky a hvězdy do jednoho.

## Děj
V San Franciscu je nově otevřen nejvyšší mrakodrap. Při této příležitosti je v luxusní vyhlídkové restauraci v jeho nejvyšším patře uspořádána oslava, které se účastní několik desítek prominentů. Stavební firma, která stavbu realizovala, však šetřila kde se dalo a nedodržovala stavební předpisy. Následky na sebe nenechají dlouho čekat – při zapnutí jednoho elektrického okruhu dojde ke zkratu, který zapálí sklad povlečení v 81. podlaží. V mrakodrapu tak vypuká požár, který brzy zachvátí i výtahovou šachtu, čímž všechny na oslavě odřízne od záchrany, a navíc se vlivem různých dalších stavebních pochybení rychle šíří. Do záchrany životů lidí uvězněných uvnitř budovy se pouští tým pod vedením jejího architekta Douga Robertse (Paul Newman) a velitele městské hasičské jednotky Michaela O'Hallorhana (Steve McQueen).

## Obsazení
| Steve McQueen       | Michael O'Hallorhan  |
| Paul Newman         | Doug Roberts         |
| William Holden      | James Duncan         |
| Faye Dunawayová     | Susan Franklin       |
| Fred Astaire        | Harlee Claiborne     |
| Susan Blakelyová    | Patty Simmonsová     |
| Richard Chamberlain | Roger Simmons        |
| Jennifer Jonesová   | Lisolette Muellerová |
| O. J. Simpson       | Harry Jernigan       |
| Robert Vaughn       | Gary Parker          |
| Robert Wagner       | Dan Bigelow          |
| Susan Flanneryová   | Lorrie               |
| Scott Newman        | požárník             |
| Sheila Matthewsová  | Paula Ramsey         |
| Jack Collins        | Robert Ramsey        |
| Gregory Sierra      | Carlos               |
| Don Gordon          | Kappy                |
| Norman Grabowski    | Flaker               |
| Dabney Coleman      | zástupce šéfa hasičů |
| Mike Lookinland     | Phillip Albright     |
| Norman Burton       | Will Giddings        |
| Felton Perry        | Fireman Scott        |